# 曲萼悬钩子
曲萼悬钩子（学名：Rubus refractus）为蔷薇科悬钩子属的植物，是中国的特有植物。分布于中国大陆的云南、贵州等地，生长于海拔2,000米的地区，多生于杂木林中，目前尚未由人工引种栽培。